# Kim In-kwon
Kim In-kwon (en hangul, 김인권; hanja, 金吝勸; RR, Gim In-gwon) es un actor surcoreano.

## Biografía
Estudió teatro y cine en la Universidad Dongguk.
En 2004 se casó con Lee Won-doo (이원두), con quien tiene tres hijos.

## Carrera
Es miembro de la agencia YNK Entertainment (YNK엔터테인먼트).
En enero de 2007 se unió al elenco de la serie Surgeon Bong Dal-hee, donde dio vida a Park Jae-beom, un residente de cirugía general de primer año.
En octubre de 2009 tuvo participación recurrente en la serie You're Beautiful, donde interpretó a Ma Hoon-yi, el mánager de la protagonista. 
En 2012 realizó una aparición especial en la serie My Kids Give Me a Headache —también conocida como Childless Comfort—, donde dio vida a Joo Jae-won, un hombre que tiene una cita a ciegas con Ahn So-young (Uhm Ji-won).
El 3 de septiembre de 2014 acutó en la película Tazza: The Hidden Card, en el papel de Heo Gwang-chul, el hermano mayor de Heo Mi-na (Shin Se-kyung).
En mayo de 2019 se unió al elenco de la serie Angel's Last Mission: Love, como Hu, un arcángel que le da misiones a Dan (L).

## Filmografía

### Series de televisión
| Año  | Título                                     | Personaje          | Notas                       | Ref.          |
| ---- | ------------------------------------------ | ------------------ | --------------------------- | ------------- |
| 2000 | Medical Center                             | Noh Kang-han       |                             |               |
| 2000 | 8.15 Drama - "Seongam Island"              | -                  |                             |               |
| 2001 | Lovers                                     | -                  |                             |               |
| 2001 | MBC Best Theater - "Letters for Christmas" | -                  |                             |               |
| 2003 | The Bean Chaff of My Life                  | Jang Sang-doo      |                             |               |
| 2003 | Detectives                                 | -                  |                             |               |
| 2004 | Good Morning Gong-ja                       | Go Kang-seok       |                             |               |
| 2004 | 2004 Human Market                          | Sang-gu            |                             |               |
| 2007 | Surgeon Bong Dal-hee                       | Dr. Park Jae-beom  |                             |               |
| 2009 | You're Beautiful                           | Ma Hoon-yi         |                             |               |
| 2010 | I Live Without Anything                    | Shin Byung-dae     |                             |               |
| 2012 | My Kids Give Me a Headache                 | Joo Jae-won        | Aparición especial          |               |
| 2016 | Please Come Back, Mister                   | Kim Young-soo      |                             | [ 5 ] [ 6 ]   |
| 2017 | The Liar and His Lover                     | Mtro. Bong Won-bin |                             |               |
| 2017 | Criminal Minds                             | In Sang-chul       | Aparición especial, ep. 1-2 |               |
| 2019 | Hello, Today                               | Tío de Shi-woo     | 1 episodio                  |               |
| 2019 | Angel's Last Mission: Love                 | Hu                 |                             | [ 7 ]         |
| 2020 | The Cursed                                 | Kim Pil-sung       |                             | [ 8 ]         |
| 2020 | How to Buy a Friend                        | Woo Tae-jung       |                             | [ 9 ] [ 10 ]  |
| 2020 | Mr. Queen                                  | Man Bok            |                             | [ 11 ] [ 12 ] |
| 2021 | Mr. Queen: The Bamboo Forest               | Man Bok            |                             |               |
| 2021 | Mr. Queen: The Story                       | Man Bok            |                             |               |
| 2021 | Times                                      | Do Young-jae       |                             | [ 13 ] [ 14 ] |
| 2021 | The King's Affection                       | Yang Moon-soo      |                             |               |
| 2022 | Cleaning Up                                | Cheon Deok-gyu     |                             | [ 15 ]        |
| 2022 | The Good Detective 2                       | Lee Seong-gon      |                             | [ 16 ]        |
| 2023 | Kokdu: Season of Deity                     | Oxon/Lee Eung-chul |                             | [ 17 ]        |
| 2023 | Heartbeat                                  | Go Yang-nam        |                             | [ 18 ]        |
| 2024 | Parasyte: los grises                       | Won-seok           | Serie web                   | [ 19 ]        |
| 2024 | The Judge from Hell                        | Gu Man-do          |                             | [ 20 ] [ 21 ] |
| 2025 | El palacio embrujado                       | Kim Eung-soon      |                             | [ 22 ]        |

### Películas
| Año  | Título                            | Personaje              | Notas                                                                  | Ref.                 |
| ---- | --------------------------------- | ---------------------- | ---------------------------------------------------------------------- | -------------------- |
| 1999 | Rainbow Trout                     | Tae-ju                 |                                                                        |                      |
| 1999 | Fanta Tropical                    | -                      | Cortometraje                                                           |                      |
| 2000 | Peppermint Candy                  | Sargento Lee           |                                                                        |                      |
| 2000 | Anarchists                        | Sang-gu                |                                                                        |                      |
| 2000 | Taxi of Terror                    | Adolescente #2         |                                                                        |                      |
| 2001 | My Wife Is a Gangster             | Banse ("Underwear")    |                                                                        |                      |
| 2001 | Ciao                              | Tae-won (de adulto)    | Cortometraje                                                           |                      |
| 2002 | H                                 | Heo Young-taek         |                                                                        |                      |
| 2002 | Shivski                           | Tae-ju                 | Cortometraje                                                           |                      |
| 2003 | A Man Who Went to Mars            | Ho-geol                |                                                                        |                      |
| 2003 | Plastic Tree                      | Soo                    |                                                                        |                      |
| 2003 | Please Teach Me English           | Sargento               | Cameo                                                                  |                      |
| 2004 | Once Upon a Time in High School   | Jiksae                 |                                                                        |                      |
| 2004 | Love, So Divine                   | Shin Seon-dal          | Junto a Ha Ji Won, Kwon Sang-woo, Kim In-moon y Park Chul-min          |                      |
| 2004 | Twentidentity - "Fucked Up Shoes" | -                      |                                                                        |                      |
| 2007 | My Father                         | Shin Yo-seob / Joseph  |                                                                        |                      |
| 2007 | Two Faces of My Girlfriend        | Conocido de Gu-chang   | Cameo                                                                  |                      |
| 2007 | Miss Gold Digger                  | Kim Yoon-cheol         |                                                                        |                      |
| 2008 | Fate                              | Jeong Do-wan           | Junto a Ji Sung, Song Seung-heon y Kwon Sang-woo                       | [ 23 ]               |
| 2009 | Tidal Wave (Haeundae)             | Dong-choon             |                                                                        |                      |
| 2009 | Secret                            | Seok-joon              |                                                                        |                      |
| 2010 | The Man Next Door                 | Hombre con salchicha   | Cameo                                                                  |                      |
| 2010 | He's on Duty                      | Bang Tae-sik / Bang-ga | Junto a Kim Jung-tae, Shin Hyun-bin y Khan Mohammad Asaduzzman         |                      |
| 2010 | Haunters                          | Prestamista            | Cameo                                                                  |                      |
| 2011 | Quick                             | Kim Myung-shik         |                                                                        |                      |
| 2011 | My Way                            | Lee Jong-dae           | Junto a Jang Dong-gun, Joe Odagiri, Fan Bingbing y Lee Yeon-hee        |                      |
| 2012 | Masquerade                        | Capitán Do             |                                                                        |                      |
| 2012 | Almost Che                        | Kang Dae-oh            | Junto a Yoo Da-in, Jo Jung-suk y Park Chul-min                         |                      |
| 2012 | The Tower                         | Sgt. Oh Byung-man      | Junto a Sol Kyung-gu, Kim Sang-kyung y Son Ye-jin                      |                      |
| 2013 | Born to Sing                      | Bong-nam               |                                                                        |                      |
| 2014 | Apostle: He Was Anointed by God   | Joo Chul-ho            |                                                                        | [ 24 ]               |
| 2014 | The Divine Move (God's Trick)     | Kkong-soo ("Tricks")   |                                                                        | [ 25 ]               |
| 2014 | Tazza: The Hidden Card            | Heo Gwang-chul         |                                                                        |                      |
| 2015 | C'est si bon                      | Jo Young-nam           | Cameo                                                                  |                      |
| 2015 | Clown of a Salesman               | Il-bum                 |                                                                        | [ 26 ]               |
| 2015 | The Himalayas                     | Park Jeong-bok         |                                                                        |                      |
| 2016 | The Map Against The World         | Ba-woo                 |                                                                        |                      |
| 2017 | Daddy You, Daughter Me            | Conductor              | Cameo                                                                  |                      |
| 2018 | Monstrum                          | Sung-han               |                                                                        | [ 27 ]               |
| 2018 | In Between Seasons                | Gerente Lee            |                                                                        |                      |
| 2018 | Too Hot to Die (That Night)       | Byung-nam              |                                                                        | [ 28 ]               |
| 2018 | Revenger                          | Capitán Bau            |                                                                        |                      |
| 2019 | The Battle of Jangsari            | Ryu Tae-seok           |                                                                        | [ 29 ] [ 30 ] [ 31 ] |
| 2019 | Spring, Again                     | Jinseol                | Cameo                                                                  |                      |
| 2019 | Close Game: Reversed War          | -                      |                                                                        |                      |
| 2019 | How to Live in This World         | Young-wook             |                                                                        |                      |
| 2020 | Hot Blooded Detective             | Dong-min               |                                                                        |                      |
| 2021 | The Cursed: Dead Man’s Prey       | -                      | Junto a Uhm Ji-won, Jung Ji-so, Jung Moon-sung Oh Yoon-ah y Ko Kyu-pil | [ 32 ]               |
| 2022 | Hidden                            | Líder del equipo NIS   |                                                                        | [ 33 ]               |

### Director
| Año  | Título  | Notas   |
| ---- | ------- | ------- |
| 2002 | Shivski | (corto) |

### Programas de variedades
| Año        | Título                                | Notas                                      |
| ---------- | ------------------------------------- | ------------------------------------------ |
| 2000       | Star Survival Dong-geo Dong-rak       |                                            |
| 2011       | Live Talk Show Taxi (Taxi)            | invitado                                   |
| 2011, 2012 | Saturday Night Live Korea (SNL Korea) | (ep. #6) - invitado (ep. #3) - presentador |
| 2013       | Running Man                           | (ep. #143) - invitado                      |
| 2019       | Law of the Jungle in Chatham Islands  | (ep. #353-357) - miembro                   |

### Anuncios
| Año  | Título                                   | Notas                                 |
| ---- | ---------------------------------------- | ------------------------------------- |
| 2004 | KTF NA - 무용과 도우미                   |                                       |
| 2007 | 농심 신라면                              |                                       |
| 2009 | KT QOOK 인터넷 패밀리 / QOOK 인터넷 전화 |                                       |
| 2011 | 굿다운로더 선녀와 나무꾼                 | junto a Ahn Sung-ki y Park Joong-hoon |
| 2016 | 대리친구                                 |                                       |
| 2019 | 전자증권제도                             |                                       |
| 2021 | 농심 신라면볶음면                        | junto a Jo Jung-suk                   |

## Premios y nominaciones
| Año  | Premio                      | Categoría                                  | Trabajo                  | Resultado |
| ---- | --------------------------- | ------------------------------------------ | ------------------------ | --------- |
| 2000 | 21st Blue Dragon Film Award | Best New Actor                             | Anarchists               | Nominado  |
| 2003 | KBS Drama Award             | Best Actor in a One-Act/Special Drama      | -                        | Ganó      |
| 2007 | SBS Drama Award             | Best Supporting Actor in a Miniseries      | Surgeon Bong Dal-hee     | Nominado  |
| 2009 | 18th Buil Film Award        | Best Supporting Actor                      | Tidal Wave               | Ganó      |
| 2009 | 46th Grand Bell Award       | Best Supporting Actor                      | Tidal Wave               | Nominado  |
| 2009 | 30th Blue Dragon Film Award | Best Supporting Actor                      | Tidal Wave               | Nominado  |
| 2012 | 3rd KOFRA Film Award        | Best Supporting Actor                      | My Way                   | Ganó      |
| 2012 | 21st Buil Film Award        | Best Supporting Actor                      | My Way                   | Nominado  |
| 2014 | 51st Grand Bell Award       | Best Supporting Actor                      | The Divine Move          | Nominado  |
| 2016 | SBS Drama Award             | Excellence Award, Actor in a Fantasy Drama | Please Come Back, Mister | Nominado  |
| 2017 | 22nd Chunsa Film Art Award  | Popularity Actor Award                     | -                        | Ganó      |